# Góra (Sitnica)
Góra – część wsi Sitnica w Polsce, położona w województwie małopolskim, w powiecie gorlickim, w gminie Biecz. Wchodzi w skład sołectwa Sitnica.
W latach 1975–1998 Góra położona była w województwie krośnieńskim.